# Lubinicko (gromada)
Lubinicko (utworzona jako Lubiniecko) – dawna gromada, czyli najmniejsza jednostka podziału terytorialnego Polskiej Rzeczypospolitej Ludowej w latach 1954–1972.
Gromady, z gromadzkimi radami narodowymi (GRN) jako organami władzy najniższego stopnia na wsi, funkcjonowały od reformy reorganizującej administrację wiejską przeprowadzonej jesienią 1954 do momentu ich zniesienia z dniem 1 stycznia 1973, tym samym wypierając organizację gminną w latach 1954–1972.
Gromadę Lubiniecko z siedzibą GRN w Lubiniecku (w obecnym brzmieniu Lubinicko) utworzono – jako jedną z 8759 gromad na obszarze Polski – w powiecie świebodzińskim w woj. zielonogórskim na mocy uchwały nr V/25/54 WRN w Zielonej Górze z dnia 5 października 1954. W skład jednostki weszły obszary dotychczasowych gromad Lubiniecko i Grodziszcze ze zniesionej gminy Rzeczyca oraz obszar dotychczasowej gromady Jeziory ze zniesionej gminy Smardzewo w tymże powiecie. Dla gromady ustalono 11 członków gromadzkiej rady narodowej.
1 stycznia 1958 do gromady Lubinicko włączono wsie Kupienino i Rzeczyca ze zniesionej gromady Kupienino w tymże powiecie.
31 grudnia 1959 do gromady Lubinicko włączono wieś Chociule bez przysiółka Luba Góra oraz wieś Rudgierzowice z przysiółkiem Osa Góra ze zniesionej gromady Chociule w tymże powiecie.
1 stycznia 1972 do gromady Lubinicko włączono tereny o powierzchni 832 ha z miasta Świebodzin w tymże powiecie; z gromady Lubinicko wyłączono natomiast tereny o powierzchni 18 ha, włączając je do Świebodzina.
Gromada przetrwała do końca 1972 roku, czyli do kolejnej reformy gminnej.